# Acoma evansi
Acoma evansi är en skalbaggsart som beskrevs av Henry Fuller Howden 1962. Acoma evansi ingår i släktet Acoma och familjen Pleocomidae. Inga underarter finns listade i Catalogue of Life.